# Isla Iris
Isla Iris (también Islote Iris o Isla Cala Iris; en francés: Île Iris; Île Cala Iris) es una pequeña isla situada en el mar Mediterráneo en la bahía de la localidad de Cala Iris, dependiente del municipio de Beni Bu Frah en la Provincia de Alhucemas en el norte del país africano de Marruecos, en lo que en la época colonial formaba parte del protectorado español sobre el actual territorio marroquí.